# Az Air Transat 236-os járatának balesete
Az Air Transat 236-os járata egy repülőjárat volt Toronto és Lisszabon között 2001. augusztus 24-én, Robert Piché kapitánnyal és Dirk DeJager első tiszttel. Az Atlanti-óceán felett 306 személlyel (293 utas + 13 fő személyzet) a fedélzeten kifogyott az üzemanyag a repülőgépből. A pilóták sikeresen letették a földre a gépet az Azori-szigeteken, miközben egyetlen személy sem vesztette életét.
Az utasok nagy része kanadai állampolgár vagy portugál bevándorló volt.

## Baleset
A pilóták tudtán kívül a jobb hajtómű egyik üzemanyagszivattyúja eltörött és az üzemanyag gyorsan szivárgott a hajtóműből. Ezt az alkatrészt a repülés előtt nem sokkal cserélni kellett, de a szerelők nem várták meg a hajtómű gyártójának, a Rolls-Royce-nak a cserealkatrészét, hanem egy másik, nem megfelelőt építettek be. A repülés során a pilóták észlelték a jobb- és baloldalt lévő üzemanyag közötti különbséget, és megpróbálták a hiányzó mennyiséget átszivattyúzni oda, amit a kereszttápláló szelep megnyitásával értek el. Ez azt jelenti, hogy a bal oldali tartályból érkező üzemanyag egy része is elszivárgott a jobb hajtóműből.
Amikor mindkét szárnyból elfogyott az üzemanyag, a hajtóművek egymás után leálltak, és ezzel megszűnt a hidraulikus rendszerek energiaellátása. Nem működő hajtóműveknél a földet érés után nem lehet alkalmazni a sugárfordítót, ami a szükséges sebességre lassítaná a gépet.
Üzemanyag nélkül a repülőgép nem tud tolóerőt létrehozni és áramot szolgáltatni. A menetszélturbina kiengedésével áramhoz juttatták a műszereket.
Az Airbus A330 pilótái képesek voltak siklórepülésben eljutni a Lajes légibázisra, az Azori-szigetek Terceira nevű szigetére. A jelentés szerint a földet érési sebesség 200 csomó (kb. 370 km/h) körül volt, a szokásos 130-145 csomós (kb. 240–270 km/h) sebességhez képest. Senki sem halt meg, néhányan szenvedtek könnyebb sérülést. A szerencsés leszállást a korábbi útvonal-módosítás is segítette, a repülőgép - a vészhelyzet kialakulásakor - délebbre irányítva közelebb került az Azori-szigetekhez.
Bár az eset után a pilótákat kitüntették, a baleseti kivizsgálás a vészhelyzet kialakulásában az Air Transat helytelen karbantartási gyakorlata, valamint a repülőgépgyártó tervezési hiányosságai mellett a pilótákat is felelőssé tette.

## Adatok
A járat helyi idő szerint 20:52-kor szállt fel Torontóból 2001. augusztus 23-án, csütörtökön, majd helyi idő szerinti 2001. augusztus 24-én reggel 6:45-kor hajtott végre kényszerleszállást a Lajes repülőtéren, az Azori-szigeteken.
293 utas és 13 fő személyzet volt a fedélzeten. A repülő egy 1999-ben gyártott Airbus A330 volt, 362 ülést alakított ki benne az Air Transat, aki 1999 áprilisa óta üzemeltette a gépet. Torontóban az utashidat 47,9 tonna üzemanyaggal hagyta el, a szabályok által meghatározott értékekhez képest 5,5 tonnával többel.
UTC szerinti 5:36-kor, körülbelül négy óra repülés után elkezdődött az üzemanyag szivárgása.

## Feldolgozások
A Mayday kanadai tv-sorozat (Légikatasztrófák) 1. évadának 3. epizódja dolgozta fel az esetet, "Üzemanyag nélkül" címmel.

## Hasonló balesetek
- Air Canada 143-as járata
- US Airways 1549-es járata
- Avianca 52-es járata
- Tuninter 1153-as járata